# خوزه نونس
خوزه نونس (انگلیسی: José Nunes؛ زادهٔ ۷ مارس ۱۹۷۷) بازیکن سابق فوتبال اهل پرتغال است.
وی همچنین در تیم ملی فوتبال زیر ۲۰ سال پرتغال بازی کرده‌است که در پست مدافع میانی بازی می‌کرد.